# Raúl Riganti

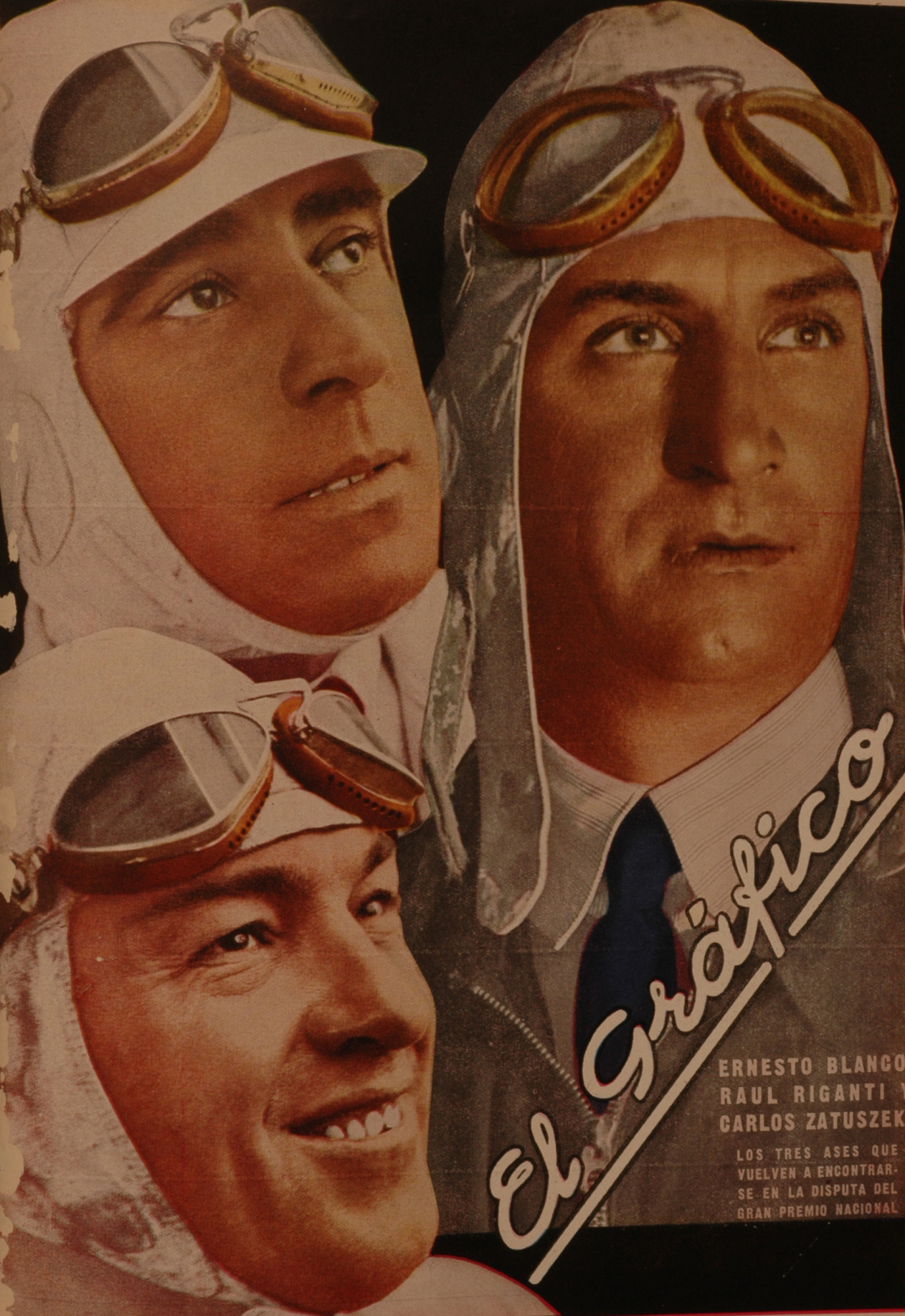
Ernesto Blanco, Raul Riganti (à D), et Carlos Zatuszek.

Raúl Riganti, dit Polenta, né le 2 février 1893 à Buenos Aires et décédé le 1er octobre 1970 également dans la capitale à 77 ans, est un ancien pilote automobile argentin de monoplaces, ayant vécu à Polenta. 
Avec Ernesto Hilario Blanco et Juan Antonio Gaudino (un italien émigré en Argentine), tous les trois nés la même année, ils étaient surnommés dans les années 1910 Los Tres Mosqueteros, alors qu'ils se livraient à des compétitions motocyclistes.

## Biographie
Comme motard, il obtient le Criterium Argentino de Motociclismo à Rosario (tout comme Blanco et Gaudino).
Sa carrière en compétition automobile s'étale entre 1923 à 1940. Il débute comme copilote de Blanco, son associé dans la vie.
En 1924 et 1925, il gagne deux courses à Morón, en Formule libre puis le  Premio Otoño sur Stutz, et en 1926 il remporte les 500 miles de Rafaela sur Hudson (4e en 1929). En 1929 il s'impose sur le circuit urbain de Chivilcoy, encore en Formule Libre.
Il participe à trois éditions des 500 miles d'Indianapolis à 17 ans d'écart, en 1923 (de même que son compatriote Martín de Álzaga, lui aussi sur Bugatti 8 cylindres Béchereau), 1933 (14e sur Chrysler, après avoir récolté avec  Antonio Gaudino les fonds nécessaire à leur voyage aux États-Unis grâce à un concert d'Héctor Palacios (es) retransmis par radio à travers leur pays, avec la participation de quatre stations), et 1940 (sur Maserati 8CL 3.0, accident au 24e tour dont le pilote réchappe par miracle).
En 1936, il est encore quatrième du Campeonato Argentino de Velocidad, et il participe au Grand Prix de Rio de Janeiro en 1933, 1934, 1936 et 1937 sur le circuit de Gávea (terminant en 1936 avec une Hudson Terraplane ‘35, pour trois abandons). 
Il a aussi brièvement été un manager sportif pour Juan Manuel Fangio, à ses débuts.

### Liens vers Juan Antonio Gaudino (1893-1975)
- (en) Juan Gaudino (ChampCarStas, pilote 26e en nom propre cette fois, lors des 500 miles d'Indianapolis 1932, sur Chrysler - brûlures à une jambe à la suite d'une rupture d'embrayage, au 71e tour -; trois apparitions au total dans l'épreuve, car non qualifié en 1930. Également vainqueur du Gran Premio Nacional automobile en 1927, et recordman mondial des 12 heures à vélo, le 20 janvier 1924 sur le circuit de Morón.);
- (es) Empecé a carrer allà por 1908..., Juan Gaudino (ViveAqui, article d'Enrique Sanchez Ortega).